# Stockel (stație de metrou din Bruxelles)
fr  Stockel / nl  Stokkel este stația terminus a liniei 1 a metroului din Bruxelles și este situată în cartierul cu același nume din comuna Woluwe-Saint-Pierre, în Regiunea Capitalei Bruxelles din Belgia.

## Istoric
Împreună cu stația Crainhem / Kraainem, Stockel / Stokkel a fost deschisă pe 31 august 1988, odată cu darea în exploatare a liniei 1B, devenind capătul estic al acesteia. În aceeași zi a fost inaugurată și extinderea liniei de tramvai 39 de la Piața Dumon, situată în apropiere, până la stația Ban-Eik din comuna Wezembeek-Oppem.
În tunelul dintre stațiile Stockel / Stokkel și Crainhem / Kraainem a fost construită și o amorsă, o porțiune de linie care ar putea fi folosită în cazul unei eventuale extinderi a traseului liniei 1. Încorporarea stației Stockel / Stokkel într-un supermagazin a făcut totuși ca o eventuală extindere să fie mult mai dificilă. Soluția ar putea fi crearea unui fel de racord, dar ideea nu a fost niciodată pusă în practică din cauza situării stației la granița cu Regiunea flamandă și din cauza gradului limitat de urbanizare a zonei. 
După reorganizarea, pe 4 aprilie 2009, a rețelei de metrou, Stockel / Stokkel este deservită de garniturile liniei 1.

## Caracteristici
Stația Stockel / Stokkel este situată în apropiere de Piața Dumon, un spațiu care îndeplinește multiple funcții, aceea de piață propriu-zisă, de loc de montare a unor ecrane imense în timpul unor importante competiții sportive sau de târg anual de Crăciun. 
Stația este prevăzută un peron central, liniile fiind situate de o parte și de cealaltă a acestuia. Peronul continuă cu o pantă dulce, care permite ieșirea prin partea sudică fără a fi nevoie de utilizarea scărilor rulante. Acest acces este situat în interiorul centrului comercial Stockel Square, dar este accesibil și duminica sau în sărbătorile legale când acesta este închis. Vizavi de ieșirea sudică se află stația tramvaiului 39. Corespondența cu linia 36 se realizează în zona buclei de întoarcere din Piața Dumont.
Ieșirea nordică din stație se face prin intermediul unei scări către strada Dominique de Jonghe.
Sub titlul Tintin la metrou, peste 140 de personaje din 22 de albume de benzi desenate din colecția Aventurile lui Tintin a lui Hergé sunt vizibile pe două fresce afișate pe pereții laterali ai stației. Fiecare frescă are 135 de metri lungime. Schițele lucrărilor au fost executate chiar de către autor, cu puțin înainte de moartea sa, și finisate apoi de Studio Hergé. Bulele de dialog cuprind texte în diverse limbi, între care și dialectul brusselar.

## Legături

### Linii de metrou ale STIB
- 1 Gare de l'Ouest / Weststation - Stockel / Stokkel

### Linii de tramvai ale STIB în apropiere
- 39 Montgomery - Ban-Eik

### Linii de autobuz ale STIB în apropiere
- 36 Schuman - Konkel

## Locuri importante în proximitatea stației
- Centrul comercial din care face parte integrantă stația;
- Cinematograful Le Stockel
- Piața Dumon

## Galerie de imagini

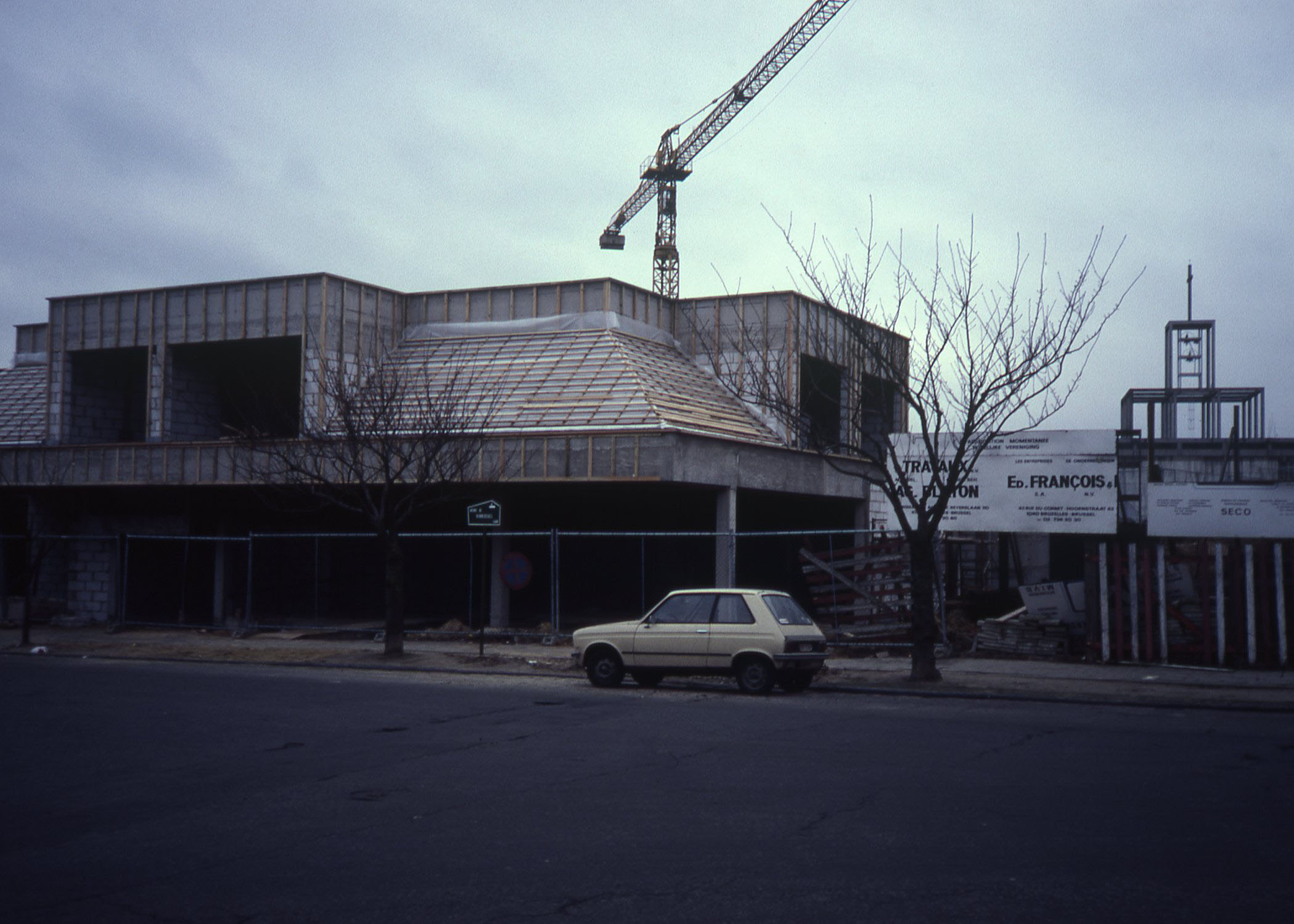
Construcția stației și a centrului comercial în 1986
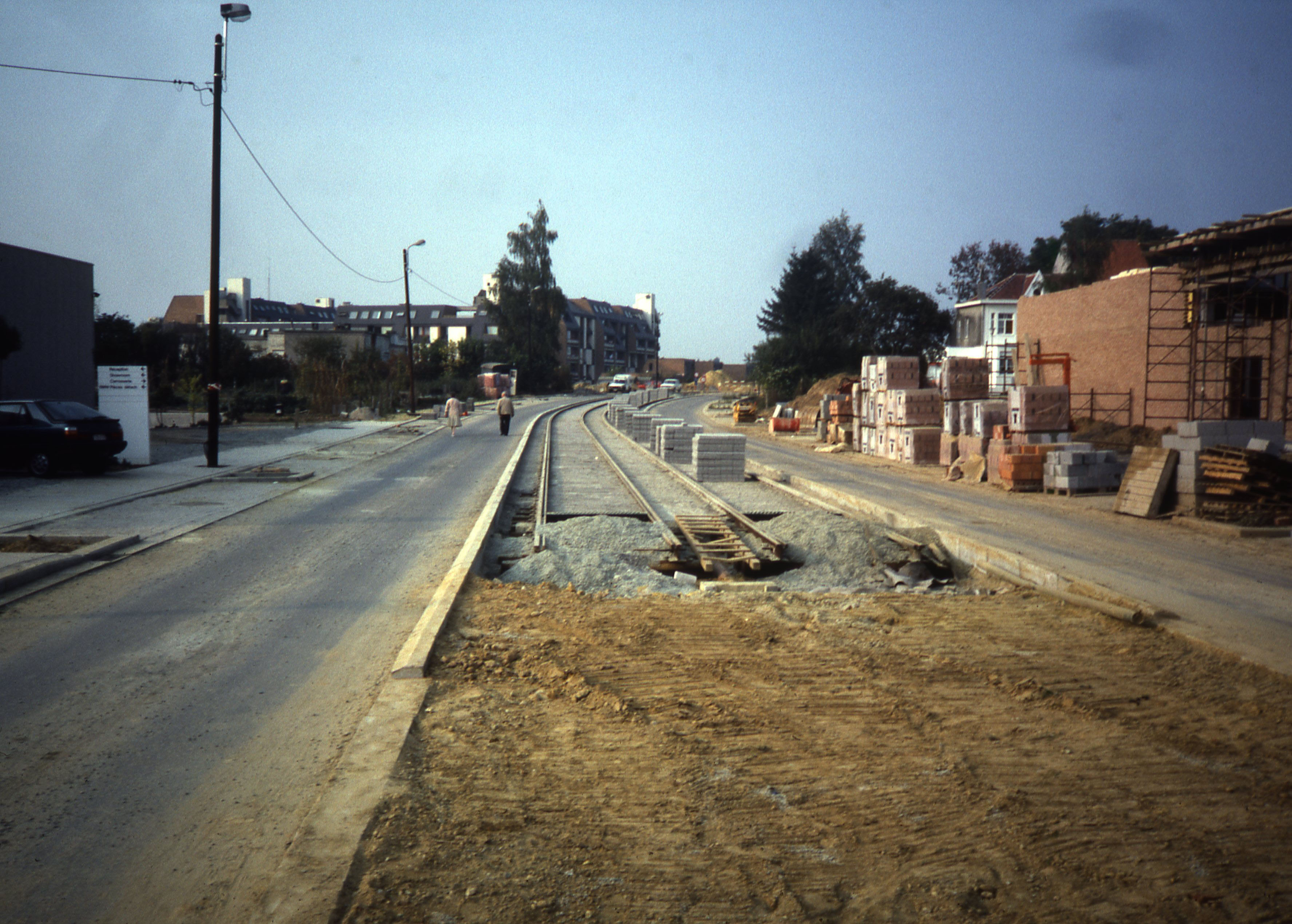
Realizarea liniei de tramvai pe Bulevardul Hinnisdael în 1986.
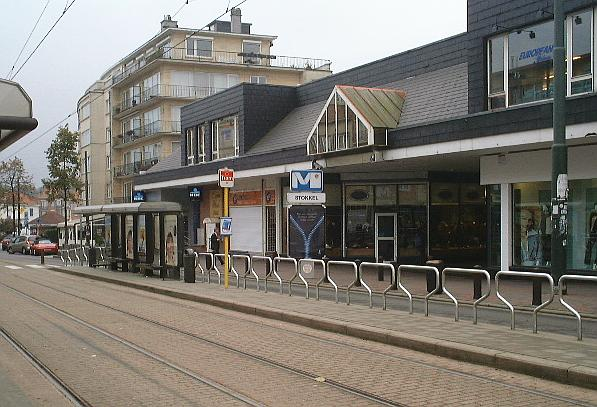
Intrarea în stația de metrou și corespondența cu tramvaiul 39.
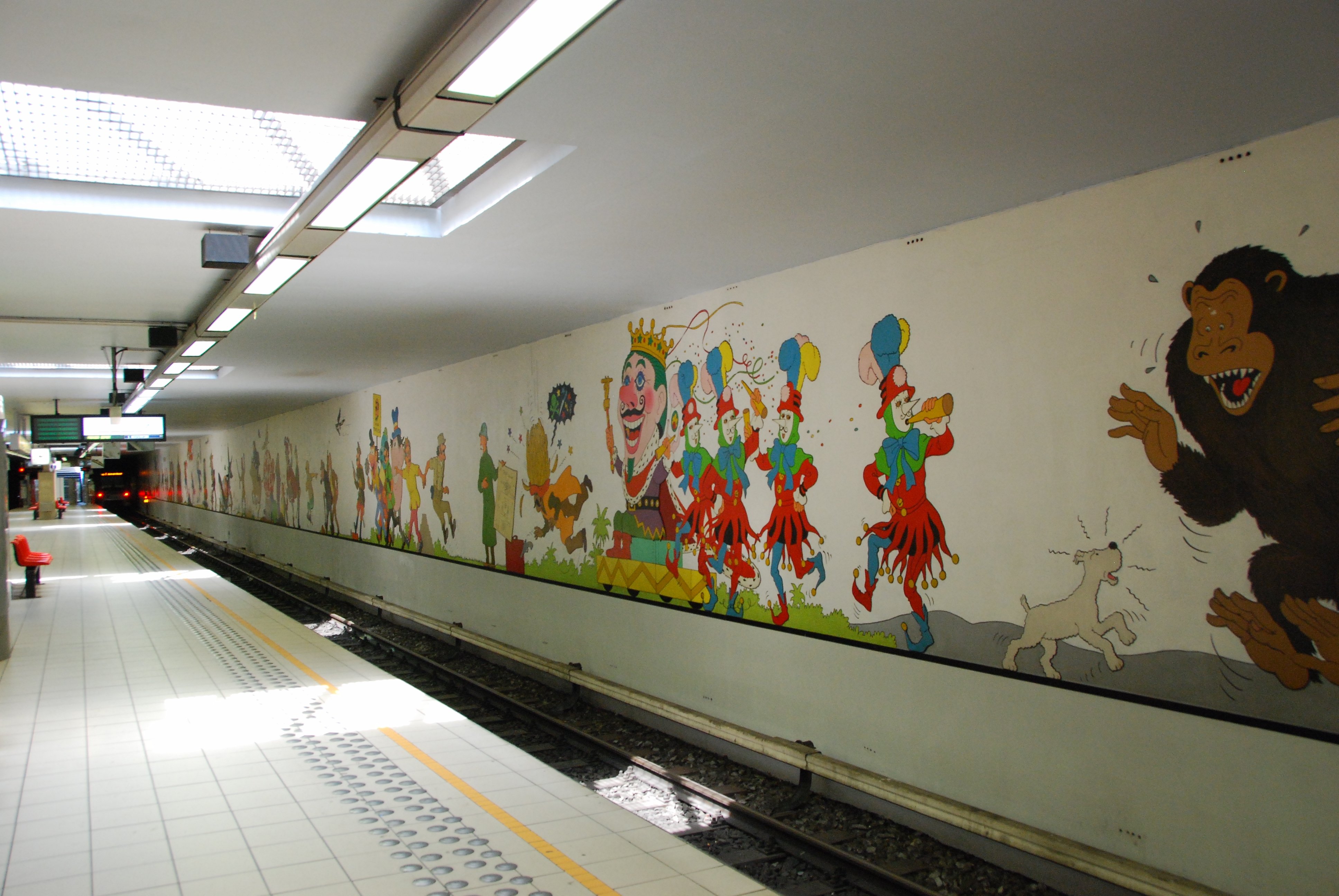
Peronul central și benzi desenate pe perete.